# Hochgolling
El Hochgolling (2.862 m s. n. m.) es la montaña más alta de los Alpes del Tauern orientales. Se encuentra en Austria en el límite entre el estado de Salzburgo y el de Estiria.
La montaña fue ascendida por vez primera el 8 de agosto de 1791 por parte de un alpinista desconocido de Tamsweg.
Según la clasificación SOIUSA, Hochgolling pertenece a:
- Gran parte: Alpes orientales
- Gran sector: Alpes centrales del este
- Sección: Alpes del Tauern orientales
- Subsección: Tauern de Schladming y de Murau
- Supergrupo: Grupo de Schladming
- grupo: Grupo del Hochgolling
- Subgrupo: Cresta del Hochgolling
- Código: II/A-18.II-A.1.e